# Cúp bóng đá vịnh Ả Rập lần thứ 24
Cúp bóng đá vịnh Ả Rập lần thứ 24 là giải đấu lần thứ 24 của Cúp bóng đá vịnh Ả Rập dành cho 8 đội thành viên của Liên đoàn bóng đá Vịnh Ả Rập.
Vào ngày 15 tháng 7 năm 2019, Liên đoàn bóng đá Vịnh Ả Rập đã thông báo giải đấu sẽ được tổ chức ở Qatar từ ngày 24 tháng 12 đến 6 tháng 12 năm 2019.

## Danh sách đội tham dự
Năm đội đã xác nhận sẽ tham dự giải đấu. Bahrain, Ả Rập Saudi và Các Tiểu vương quốc Ả Rập Thống nhất có thể không tham dự vì cuộc khủng hoảng ngoại giao Qatar 2017-18. Sau đó, cả ba quốc gia này bất ngờ đổi ý và sẽ tham dự cúp vùng Vịnh này.
| - Iraq - Qatar (chủ nhà) - Yemen - Oman (đương kim vô địch) - Kuwait - Ả Rập Xê Út - UAE - Bahrain |